# هاري جي. ليزلي
هاري جي. ليزلي (بالإنجليزية: Harry G. Leslie)‏ هو سياسي أمريكي، ولد في 6 أبريل 1878 في الولايات المتحدة، وتوفي في 10 ديسمبر 1937 في نفس البلد. حزبياً، نشط في الحزب الجمهوري. وقد انتخب حاكم إنديانا ‏ (14 يناير 1929 – 9 يناير 1933) وانتخب List of speakers of the Indiana House of Representatives ‏.